# A Dangerous Method
A Dangerous Method är en film från 2011, regisserad av David Cronenberg. Filmen baseras på John Kerrs bok A Most Dangerous Method (ISBN 0-679-40412-0) och Christopher Hamptons pjäs The Talking Cure.

## Handling
Filmen handlar om det turbulenta förhållandet mellan psykiatern Carl Jung, hans mentor Sigmund Freud och den vackra Sabina Spielrein, som kommer emellan dem.

## Om filmen
Filmen är inspelad i Berlin, Konstanz, Wien och Zürich samt vid Bodensjön och i studio i Hürth och Potsdam mellan den 17 maj och augusti 2010. Den visades för första gången vid filmfestivalen i Venedig den 2 september 2011.

## Rollista
- Keira Knightley – Sabina Spielrein
- Viggo Mortensen – Sigmund Freud
- Michael Fassbender – Carl Jung
- Vincent Cassel – Otto Gross
- Sarah Gadon – Emma Jung
- André Hennicke – Eugen Bleuler
- Arndt Schwering-Sohnrey – Sándor Ferenczi

## Utmärkelser
- 2011 – Spotlight Award, Michael Fassbender

### Webbkällor
- A Dangerous Method på Svensk Filmdatabas
- A Dangerous Method på Internet Movie Database (engelska)